# Internautismo Crónico
Internautismo Crónico es un colectivo creativo y de entretenimiento de la ciudad de Medellín, integrado por comunicadores audiovisuales de la Universidad de Antioquia, con una trayectoria de 6 años y dedicado principalmente a la creación y producción de contenidos humorísticos en video y animación para televisión e Internet. Se han destacado por producciones audiovisuales de diversos tipos como animaciones, videoclips, parodias, entre otras.

## Historia
El 1 de julio de 2007, Edwin Mejía junto a Evelio Ramirez, Yeison Vélez y Nestor Escalona dieron origen a Internautismo Crónico. Un programa de radio con humor que se emitía en un portal web español. El programa salió del aire, pero dos de sus realizadores, junto a Güelengue producciones (una productora audiovisual) seguían dedicados al humor. Así nacieron sus primeros videos humorísticos.
El 2 de agosto de 2008, Güelengue producciones se une a Internautismo Crónico y nace su portal web, desde el cual se seguían haciendo los programas de radio originales y donde se comenzaron a publicar las diferentes producciones audiovisuales junto a diferentes contenidos de tipo humorístico.

## Paso por Premios Hétores
Por su importancia a nivel regional y nacional, Premios Hétores significó una importante plataforma para que los videos de Internautismo se dieran a conocer en Medellín y Colombia. Participaron en el evento en las versiones 2008, 2009 y 2010, recibiendo 8 galardones que incluyen Mejor video musical, mejor video Parodia, mejor video comercial y mejor video de la noche.
Los premios, más allá de reconocer el talento de estos creativos, sirvieron para proyectarlos y mostrar sus diferentes tipos de trabajos. Tanto así que muchas personas de las que hoy disfrutan sus trabajos, admiten haberlos conocido por vez primera con algún video concursando.

## Producciones destacadas
Las primeras producciones de este grupo creativo aún siguen siendo de mucha recordación: soy mariguanero” y la tortura metro son los productos que los dieron a conocer y que hoy en día siguen siendo exitosos en las redes sociales.
Parodias musicales como Huguito Feo, Manuela, Tomar me hace gay, wakala wakala y el revueltero son algunas de sus más exitosas producciones.
Series animadas: la animación es uno de sus formatos insignia, y uno de los favoritos de sus seguidores. Series animadas como La Loca Política y los viernes de descaches (esta última, en compañía del grupo Caballo Loco) son algunas de las más destacadas y aún vigentes.

## Internautismo en la televisión pública regional
En el año 2012 Internautismo Crónico gana un lugar en la convocatoria llevada a cabo por el canal teleantioquia para la realización, diseño, producción y postproducción de microprogramas de humor para la franja ETC HUMOR, convocatoria financiada por la Comisión Nacional de Televisión con recursos del Fondo para el Desarrollo de Televisión.
Para esta convocatoria Internautismo crea dos series de humor.
una de ellas PAISOLLYWOOD serie animada basada en la trama de películas taquilleras hollywoodenses, transformadas por las ocurrencias de sus protagonistas que, con su idiosincrasia paisa, tratan de resolver el conflicto que la película originalmente plantea, dándole un giro total al final.
Y EL RANKING serie de parodias musicales en las que sus letras apuntan a describir con humor varias temáticas cotidianas.
De estas series resaltan varios videoclips tales como  Messi vs. Cristiano Ronaldo parodia musical de Sexy and I Know it, Zombie Style parodia de Gangnam style y  Los Vendedore] parodia de The Avengers.
Los Premios India Catalina 2013 dieron una nominación a la participación de Internautismo Crónico en ETC HUMOR en la categoría de “Mejor programa de humor”.

## Miembros y colaboradores
Internautismo Crónico cuenta hoy con 3 miembros en su equipo base: Angie Pelaez, Pablo Pabón y Edwin Mejía, todos relacionados con la producción audiovisual y el diseño gráfico.
Además cuenta con aliados de diferentes áreas como: 
Música: la producción musical de los diferentes productos de Internautismo Crónico está a cargo de Leonardo Higuita y su estudio Leoalbatros Albatros Music
Caricaturistas: Javier Ignacio fantoche, Óscar Iván y Julián Hernández Bocanadas.
También personajes con recorrido televisivo como Robinson Posada el parcero del popular #8 (reconocido actor y cuentero), Diego Peña Sanmiguel (comediante, ex.integrante del grupo humorístico Zape Pelele, animador y presentador de TV), y el grupo Caballo Loco (humoristas de Sábados Felices).

## Premios y reconocimientos
A través de sus 6 años de trayectoria Internautismo Crónico ha recibido diferentes reconocimientos: 

### Premios Hétores
| Año  | Video                             | Categoría               | Resultado |
| ---- | --------------------------------- | ----------------------- | --------- |
| 2006 | Los Cólicos de la Narnia de Uribe | Doblaje                 | Nominado  |
| 2007 | El Matrimonio                     | Musical                 | Nominado  |
| 2008 | Manuela                           | Musical                 | Nominado  |
| 2008 | Huguito Feo                       | Parodia                 | Ganador   |
| 2008 | Real Academia de la Liendra       | Comercial               | Ganador   |
| 2009 | Zapping                           | Parodia                 | Ganador   |
| 2009 | Yo Sobreviví                      | Parodia                 | Nominado  |
| 2010 | Wakala Wakala                     | Musical                 | Ganador   |
| 2010 | El revueltero                     | Musical                 | Nominado  |
| 2010 | Migo                              | Comercial               | Nominado  |
| 2010 | La Loca Política "Interception"   | Parodia                 | Ganador   |
| 2010 | La Loca Política "Interception"   | Mejor Video de la Noche | Ganador   |
| 2010 | La Loca Política "Interception"   | Mención de Honor RCN    | Ganador   |

### Premios The BOBs (Best of the blogs) de la cadena DW
| Año  | Categoría            | Modalidad              | Resultado |
| ---- | -------------------- | ---------------------- | --------- |
| 2012 | Mejor Canal de Vídeo | Premio de los Usuarios | Ganador   |

### Premios India Catalina a la Televisión 2013
| Año  | Categoría               | Resultado |
| ---- | ----------------------- | --------- |
| 2013 | Mejor Programa de Humor | Nominado  |

Hace 9 Años De La Publicación De Manuela Y Huguito Feo A Youtube. Fueron Publicados El Día 23/11/08 En Youtube Por El Canal Internautismo Crónico.
Los Videos Duraban Con Mas De Humor Y Risa Por RCN.

## Reconocimientos
| Entidad                    | Reconocimiento                                                                   | Año  |
| -------------------------- | -------------------------------------------------------------------------------- | ---- |
| Concejo Municipal Sabaneta | Reconocimiento a los logros como creativo audiovisual humorístico anual          | 2010 |
| Concejo Municipal Itagüí   | Condecoración con los símbolos municipales por gestión en medios de comunicación | 2012 |